# Dødheimsgard
Dødheimsgard (znany także jako DHG) – pierwotnie norweska grupa blackmetalowa, obecnie wykonująca awangardowy metal. W 2000 roku zespół skrócił swoją nazwę do DHG. W 2003 roku nastąpiły znaczące zmiany w składzie grupy.
Dødheimsgard jest połączeniem trzech słów w odmianie bokmål języka norweskiego: død – śmierć, heim – dom i  gard (jak wynika z kontekstu) – rezydencja.

## Muzycy
| Obecny skład zespołu - Yusaf "Vicotnik" Parvez – gitara, śpiew (od 1994), perkusja (1994-1996) - John Dhana "Sekaran" Vooren – perkusja (od 2005) - Lars-Emil Måløy – gitara basowa (od 2015) - Tommy Thunberg – gitara (od 2015) Muzycy koncertowi - Øyvind Myrvoll – perkusja (2013) - Inflabitan – gitara, gitara basowa (1999) |  | Byli członkowie - Mat "Kvohst" McNerney – śpiew (2005-2008, 2010-2011) - Ole "Apollyon" Jørgen Moe – gitara, gitara basowa, perkusja, śpiew (1995-1999) - Thomas Rune "Galder" Andersen Orre – gitara (1998) - Tom "Thrawn" Kvĺlsvoll – gitara (2005-2008) - Gylve "Fenriz" Nagell – gitara basowa, śpiew (1994-1995) - Jonas "Alver" Alver – gitara basowa (1996) - Cerberus – gitara basowa (1996-1998) - Carl-Michael "Czral" Eide – perkusja, gitara (1999-2003) - Svein "Zweizz" Egil Hatlevik – instrumenty klawiszowe (1997-2003) - Ole "Jormundgand" Teigen – instrumenty klawiszowe (2006-2011) - Blargh – gitara (2010-2015) - Void – gitara basowa (2011-2015) - Kristian "Clandestine" Eidskrem – gitara basowa (2005-2011) - Bjørn "Aldrahn" Dencker Gjerde – gitara (1994-2004), śpiew (1994-2004, 2013-2016) |

## Dyskografia
- Promo 1994 (1994)
- Kronet Til Konge (1995, Malicious Records)
- Promo 1995 (1995)
- Monumental Possession (1996, Malicious Records)
- Satanic Art EP (1998, Moonfog Productions)
- 666 International (1999, Moonfog Productions)
- Supervillain Outcast (2007, Moonfog Productions)[4]
- A Umbra Omega (2015, Peaceville Records)[5]
- Black Medium Current (2023, Peaceville Records)